# Galina Bielajewa (aktorka)
Galina Wiktorowna Bielajewa (ros. Гали́на Ви́кторовна Беля́ева, ur. 26 kwietnia 1961 w Irkucku) – radziecka i rosyjska aktorka filmowa i teatralna, uhonorowana tytułem Zasłużonej Artystki Federacji Rosyjskiej w 2003 roku. Na wielkim ekranie zadebiutowała w 1978 roku główną rolą Oleńki w filmie Dramat na polowaniu Emila Loteanu, który ożenił się z nią i był jej mężem w latach 1979–1984. W 1983 ukończyła studia w Instytucie Teatralnym im. B. Szczukina w Moskwie.

## Wybrana filmografia
- 1978: Dramat na polowaniu (Мой ласковый и нежный зверь)[2]
- 1981: Lenin w Paryżu
- 1983: Anna Pawłowa